# Afanasij Afanas'evič Fet-Šenšin
Afanasij Afanas'evič Fet-Šenšin (in russo Афанасий Афанасьевич Фет Шенши́н?), conosciuto anche come Afanasij Afanas'evič Fet (Novoselki, 23 novembre 1822 – Mosca, 21 novembre 1892) è stato un poeta, traduttore e scrittore russo.
Durante la sua vita il suo talento di poeta non fu mai pienamente riconosciuto dalla critica letteraria, ma la sua opera fu considerata ed ammirata dai più grandi scrittori del suo tempo, da Tolstoj a Turgenev e Nekrasov ed in seguito rivalutata dai poeti simbolisti come Aleksandr Blok e Andrej Belyj.

## Biografia
La madre, una donna tedesca di nome Carlotta, già coniugata con Johan Foeth, sposò in seconde nozze Afanasij N. Šenšin, un russo di piccola nobiltà, ufficiale a riposo. Nel 1820 nacque Afanasij, ma nel 1822 i due dovettero risposarsi in quanto il loro matrimonio, contratto all'estero, in Russia non risultò valido. Nel 1835, a causa di questa irregolarità, il concistoro di Orël dichiarò il ragazzo, già quindicenne, figlio illegittimo, causandogli l'improvvisa perdita di una buona parte dei suoi diritti, primo fra tutti quello di portare il cognome Šenšin, con cui era nato e cresciuto. Di conseguenza gli fu tolto il titolo nobiliare a questo connesso, con la relativa esclusione da ogni diritto di successione ereditaria. Questo episodio non solo segnò profondamente la vita di Fet-Šenšin ma è oggetto di diverse interpretazioni sulla vera paternità del poeta. Per il resto della sua vita, almeno in ambito letterario, utilizzerà sempre il cognome del primo marito della madre, russificato in Fet, anche dopo la lunghissima disputa giudiziaria che sfociò nel riconoscimento legale, avvenuto nel 1876, della sua appartenenza alla famiglia Šenšin.
La sua educazione scolastica iniziò in un istituto tedesco a Võru, in Estonia e nel 1838 si iscrisse alla facoltà di lettere dell'Università di Mosca, seguendo i corsi di filologia classica ma senza portare a termine gli studi e dove ebbe frequentazioni nel circolo di Apollon Grigorev, che in seguito diventerà giornalista e critico letterario.
Nel 1840 esordì come poeta pubblicando a proprie spese Liričeskij panteon (Il pantheon lirico), la sua prima raccolta di poesie, ma la prima pubblicazione di una certa rilevanza fu ospitata dalla rivista Moskvitjanin, che nel 1842 mise alle stampe alcune sue liriche.
Pochi anni prima, nel 1836, Andrej Aleksandrovič Kraevskij aveva fondato Otečestvennye Zapiski (I Quaderni patriottici), una delle più importanti riviste letterarie del tempo, a cui Fet-Šenšin collaborò a partire dal 1842.
Nel 1845 si arruolò nell'esercito e come sottufficiale di cavalleria fu inviato in Crimea. La ragione primaria di questa scelta è da relazionarsi alla sua volontà di acquisire un titolo nobiliare, titolo che aveva perso nella vicenda della sua legittimità, e che veniva concesso di diritto al raggiungimento di un determinato grado militare. Sfortunatamente per lui, durante il suo servizio nella cavalleria, questo grado fu innalzato per ben due volte.
Nel 1850 la sua vita fu funestata da un terribile evento: Maria Lazich, una ragazza di cui era innamorato e ricambiato, ma che per questioni economiche non poteva sposare, fu vittima di un incidente, dandosi casualmente fuoco nel suo letto. Questo ricordo sarà evocato da Fet-Šenšin in alcuni dei suoi ultimi lavori.
Dopo vari trasferimenti per cause di servizio approdò in un reggimento di Ulani di stanza a San Pietroburgo, cosa che gli permetterà di instaurare rapporti più proficui con il tessuto culturale della capitale. Sempre nel 1850 escono Versi di A. Fet, con i quali si mette in luce nell'ambiente letterario e che gli portano una certa fama; tempo dopo pubblicherà un'altra raccolta di liriche, curata da Ivan Sergeevič Turgenev, con cui collaborerà a lungo e con cui rimarrà sempre ottimo amico.
Nel 1856, dopo più di quindici anni di carriera militare, conseguì finalmente il grado di capitano della Guardia, e con questa promozione riuscì ad ottenere il tanto desiderato diritto all'iscrizione nell'albo della nobiltà russa, raggiungendo così lo scopo che si era prefissato. Tra le sue conoscenze acquisite dell'ambiente militare c'è sicuramente da annoverare quella con Lev Nikolaevič Tolstoj, che rimarrà suo amico fino alla fine. Lo stesso Tolstoj lo ricorda come l'unica persona proveniente dal mondo letterario che si pregiava di frequentare e di cui si dichiarava sinceramente amico.
Congedatosi dall'esercito, ebbe modo di effettuare anche un viaggio all'estero, visitando la Germania, l'Italia e la Francia. A Parigi frequentò Turgenev, che viveva in una villa non lontana dalla sua abitazione.
Nel 1857 si sposò con M. P. Botkina e il patrimonio acquisito con le nozze gli permise di comperare la tenuta di Stepankova, situata nel distretto di Mcensk, suo luogo d'origine. Proprio in casa di Fet-Šenšin, durante una colazione, avvenne il famoso litigio tra Turgenev e Tolstoj, e fu lo stesso Fet-Šenšin che cercò di ritessere il rapporto tra i due grandi scrittori, riuscendoci solo parzialmente.
Nel 1876, dopo più di quarant'anni dalla dichiarazione del suo status di figlio illegittimo, un decreto imperiale appianò la questione e per Fet-Šenšin arrivò quell'atto di giustizia da lui perseguito con caparbietà e che sancì “l'annessione alla stirpe di suo padre Šenšin, con tutti i titoli e i diritti appartenenti alla stirpe”.
A partire dal 1883 iniziò a pubblicare dei volumetti di versi dal titolo Večernie ogni(Luci della sera) e delle Memorie, in due volumi. La sua attività letteraria non si limitò solamente alla poesia ma spaziò anche nel campo delle traduzioni, dal latino con Orazio, Virgilio e Catullo, dal tedesco con Goethe (Faust) e Schopenhauer. In virtù di queste, nel 1886 venne eletto membro dell'Accademia delle Scienze.
Con l'avanzare dell'età gli attacchi di asma, di cui era sofferente, divennero sempre più difficili da sopportare, così iniziò a nutrire propositi di suicidio. La sua famiglia, vista la situazione, lo faceva controllare a vista ma nonostante questa assidua sorveglianza Fet-Šenšin trovò il modo di reperire un coltello con cui tentò di uccidersi, riuscendo solo ad infliggersi qualche lieve ferita. Questo episodio però lo turbò così profondamente che il suo cuore, non toccato dalla lama, si spezzò ugualmente a causa di un infarto.

## Contesto culturale
La fama di Fet-Šenšin come poeta fu certamente limitata al primo periodo della sua attività; nel 1860 la sua opera aveva già raggiunto ottimi livelli di apprezzamento e considerazione. In seguito la cultura russa della seconda metà del XIX secolo fu caratterizzata da un grande fermento intellettuale e dall'affermarsi di valori letterari più vicini al realismo e alle tematiche civili e sociali.
Il capostipite di questa tendenza fu il giornalista e critico letterario Vissarion Belinskij. Sebbene morto nel 1848 a soli 37 anni, il suo lavoro fu di una importanza ed influenza determinante per buona parte della seconda metà del secolo e preparò il terreno allo sviluppo di una nuova generazione di critici; con ideali di ispirazione socialista e fortemente antiesteti dal punto di vista artistico, i nuovi intellettuali divennero ben presto figure egemoni dello scenario culturale dell'epoca. Michail Saltykov-Ščedrin, Nikolaj Černyševskij, Dmitrij Pisarev trovarono nella figura di Fet-Šenšin, di idee politicamente conservatrici se non reazionarie e artisticamente imperniate sul ruolo della poesia come espressione dell'”arte per l'arte”, un loro naturale avversario. Per conseguenza l'intelligencija iniziò sistematicamente ad attaccare la sua opera. Il giornalista Nikolaj Dobroljubov, altra figura eminente della critica dell'epoca, etichettò la sua poesia come assoluta insensatezza.
Un discorso a parte è da riservare al rapporto tra Fet-Šenšin e Nikolaj Nekrasov. Quest'ultimo, sebbene ne criticasse pubblicamente la poesia, specialmente sul fronte dei temi affrontati, a livello personale nutriva una vera e propria ammirazione per il talento di verseggiatore di Fet-Šenšin.
In questa ostile atmosfera culturale, nel 1863, però, dopo l'uscita di una raccolta di poesie, Fet-Šenšin smise di pubblicare per venti anni, senza però abbandonare la scrittura. Solo nel 1883 diede alle stampe il primo volume del già citato Večernie ogni. La sua ultima opera fu Rannie gody moeij zižni (I primi anni della mia vita), pubblicata postuma nel 1893.

## Opere
- Liričeskij panteon, (Il pantheon lirico), 1840.

- Stichotvorenija, (Poesie), I parte, 1850.

- Stichotvorenija, (Poesie), II parte, 1856.

- Večernie ogni, (Fuochi della sera), 1883-91.

- Moi vospominanija, (Le mie memorie), 1890.

- Rannie gody moeij zižni, (I primi anni della mia vita), pubblicato postumo nel 1893.

## Edizioni complete
- Polnoe sobranie stichotvorenij, San Pietroburgo, 3 voll.

- Stichotvorenija. Proza, Voronež, 1978.

- Sočinenija, Mosca, 1982, 2 voll.

## Traduzioni in lingua italiana
- Il secolo d'oro della poesia russa, Napoli, Edizioni Scientifiche Italiane, 1961, alcune poesie.
- Il fiore del verso russo, Milano, Mondadori, 1970, alcune poesie.
- Afanàsij A. Fet. Il richiamo della poesia, a cura di Pia Dusi. Con saggio introduttivo di Vladimir Zelinski. Foto a colori di Giancarlo Ganzerla, Marco Serra Tarantola Editore, 2012